# Средний возраст
Средний возраст — возрастной период человека, предшествующий пожилому возрасту. Западные учёные определяют его границы по-разному: начало — от конца третьего десятилетия до 40 лет, конец — от конца четвёртого десятилетия до 60 лет.
В возрастной периодизации, принятой на симпозиуме АПН СССР в 1965 году, под средним возрастом понимался весь период жизни человека от юношеского возраста до пожилого возраста, однако в нём выделялись два периода: для мужчин — от 22 до 35 лет и от 36 до 60 лет; для женщин — от 21 до 35 лет и от 36 до 55 лет
В периодизации Эрика Эриксона средний возраст отсутствует, однако соответствует начальному периоду восьмой фазы — старший взрослый возраст и старость. Эриксон характеризует эту фазу в целом как период целостности личности либо её раздвоенности, отчаяния.

## Физиология
Физиологически средний возраст характеризуется явным проявлением признаков старения: кожа теряет эластичность, волосы седеют, уменьшается рост, возможны значительные изменения веса и соотношения мышц и жировых отложений. С возрастом также падает фертильность. Однако среди людей, ведущих разный образ жизни, может наблюдаться значительное отличие физиологического состояния.

## Психология
На начало среднего возраста приходится так называемый «кризис среднего возраста» (или «кризис середины жизни»), обусловленный потерей смысла жизни как личных достижений, осознанием конечности жизни и невозможности начать её заново. Способом преодоления кризиса может служить переключение с личных нужд на общественные и обретение нового смысла в служении обществу и будущим поколениям.

## Интеллект
На средний возраст приходится второй оптимум интеллектуальной деятельности для учёных, философов, политиков; при этом начало периода характеризуется спадом творческой активности этих профессий. В целом наблюдается стабильность интеллекта, при этом вербальная составляющая испытывает значительный подъём. Процесс интеллектуального старения напрямую связан с интеллектуальной активностью: постоянные умственные упражнения позволяют предотвратить снижение интеллектуальных способностей вплоть до 60-летнего возраста.